# Dolichopus setitarsis
Dolichopus setitarsis är en tvåvingeart som beskrevs av Negrobov och Barkalov 1977. Dolichopus setitarsis ingår i släktet Dolichopus och familjen styltflugor. Inga underarter finns listade i Catalogue of Life.